# Beit Khallaf

Beit Khallaf är en ort i mellersta Egypten, cirka 10 km väster om staden Jirja. Strax utanför ligger Egyptens största mastabagrav kallad K1 (mått: 86x45x11m) från farao Djosers regering under tredje dynastin 2650–2375 f.Kr. Den är byggd av soltorkat tegel och består av drygt sju miljoner tegelstenar. När gravkammaren och offerrummen under jord undersöktes 1901 hittades benrester av en man, hundratals skålar, urnor, samt koppar- och flintverktyg. Farao Djosers sigill förekom ofta, men det är oklart vem som en gång begravdes i detta pampiga monument. 